# Пішковка
Пішко́вка (каз. Пешков) — село у складі Федоровського району Костанайської області Казахстану. Адміністративний центр Пішковського сільського округу.
Населення — 2590 осіб (2021; 2912 у 2009, 2995 у 1999, 3478 у 1989).